# Heterantyx
Heterantyx es un género de foraminífero bentónico de la subfamilia Spiroplectammininae, de la familia Spiroplectamminidae, de la superfamilia Spiroplectamminoidea, del suborden Spiroplectamminina y del orden Lituolida. Su especie tipo es Heterantyx antonovae. Su rango cronoestratigráfico abarca desde el Barremiense hasta el Albiense (Cretácico inferior).

## Discusión
Clasificaciones previas incluían Heterantyx en el suborden Textulariina del Orden Textulariida, o en el orden Lituolida sin diferenciar el suborden Spiroplectamminina.

## Clasificación
Heterantyx incluye a las siguientes especies:
- Heterantyx antonovae †
- Heterantyx cretosa †
- Heterantyx magna †
- Heterantyx rectangularis †